# 로버트 멍크튼
로버트 멍크튼(Robert Monckton, 1726년 6월 24일 - 1782년 5월 21일 )은 영국군 장교이자 영국령 북아메리카 식민지 관리였다. 그는 탁월한 군사적, 정치적 경력을 가지고 있었으며, 퀘벡 전투에서는 울프 장군에 이어 부사령관에 지명되었으며 이후 뉴욕주 주지사로 지명되었다. 멍크튼은 또한 프랑스-인디언 전쟁(7년 전쟁의 북미 전장)에서 보세주르 요새와 마르티니크 섬의 함락과 같은 많은 사건에서 자신의 역할로 기억된다. 뿐만 아니라 영국이 지배하던 노바스코샤와 프랑스가 지배하던 아카디아(현재의 뉴브런즈윅)에서 아카디아 주민을 추방하는데도 중요한 역할을 한 인물이다. 뉴브런즈윅의 보세주르 요새에서 서쪽으로 약 50km 떨어진 곳에 위치한 멍크 시와 뉴브런즈윅 엘진 항의 멍크 요새는 그를 기념하여 지은 이름이다. 1774년과 1782년 사이에 영국 하원 의원이 되기도 했다.

## 어린 시절
로버트 멍크튼은 엘리자베스 매너즈와 존 멍크튼(이후 초대 골웨이 자작)의 두 번째 아들로 태어났다. 영국 귀족가의 흔한 둘째 아들과 같이 그는 군에 입대하여 복무를 하게 된다. 15세인 1741년에 입대하여 제3 보병연대에서 보직을 받았다. 그는 오스트리아 왕위 계승 전쟁을 경험했고, 이후 1772년 자코바이트 반란을 진압하기 위해 영국 군대가 소집된 후 플랑드르에 머물렀다. 그는 빠르게 승진하여 1752년 초에는 제47 보병대를 담당한 중령이 되었다.
멍크튼의 아버지는 그해 말에 세상을 떠났고, 이후 그는 의회에서 폰테프랙트의 가문의 의석을 계승했다. 그는 미사과쉬 강을 가로 질러 보세주르 요새를 바라보고 있는 아카디아와 함께 국경에 위치한 로렌스 요새의 지휘관으로서 노바스코샤에서 군 보직(제47 보병대)을 받은 후 1년 이내에 의회 자리를 사임했다. 멍크튼은 1년 미만 동안 이 직위에 머물렀지만, 이 시기에 얻은 경험은 이어진 사건에서 그에게 귀중한 자산이 되었다. 멍크튼은 1753년에 핼리팩스로 군법 회의를 주재하도록 소환되었지만, 식민지 평의회의 일원으로 계속 머무를 것을 요청 받았다. 멍크튼은 그해 말 노바스코샤 루넨버그 근처의 독일인 정착민들(호프만 폭동)에 의한 소규모 폭동을 조심스럽게 처리했다.

## 프랑스-인디언 전쟁
1754년 겨울, 노바스코샤의 찰스 로렌스 주지사와 윌리엄 셜리 매사추세츠 주지사는 영국의 북미 식민지 개척지에서 프랑스의 ‘잠식’ 문제를 대처할 계획을 세웠다. 이 과정은 궁극적으로 결과적으로 프랑스-인디언 전쟁의 시작이 되었고, 북미에서의 7년 전쟁의 시작으로 이어졌다. 이 전쟁의 첫 번째 작전 중 하나는 보세주르 요새에서 있었고, 로버트 멍크튼은 현지 요새에 대한 깊은 지식을 가지고 있어서 보스턴에서 겨울을 보내는 계획 과정에 지원하도록 초청 받았다.